# 浦玮
浦玮（1980年8月20日—），上海人，中国前女足运动员，司职中后卫。她参加过1999年女足世界盃、2003年女足世界盃和2007年女足世界盃，以及2000年、2004年和2008年三届奥运会，2014年2月15日退役，退役之前担任中国国家女子足球队队长。
她总共代表中国参加了219场比赛，是出场最多的中国女球员。